# Kvarnsjön (Bammarboda)
Kvarnsjön är en insjö vid Bammarboda i Österåkers kommun i Uppland och ingår i Norrtäljeån-Åkerströms kustområde. Sjön har en area på 0,15 kvadratkilometer och ligger 14 meter över havet. Den ligger cirka 3 kilometer från dess namne, Kvarnsjön.

## Delavrinningsområde
Kvarnsjön ingår i det delavrinningsområde (660461-165152) som SMHI kallar för Rinner mot Norrfjärden sek namn. Medelhöjden är 32 meter över havet och ytan är 30,52 kvadratkilometer. Det finns inga avrinningsområden uppströms utan avrinningsområdet är högsta punkten. Avrinningsområdets utflöde mynnar i havet, utan att ha någon enskild mynningsplats. Avrinningsområdet består mestadels av skog (73 procent) och jordbruk (16 procent). Avrinningsområdet har 1,05 kvadratkilometer vattenytor vilket ger det en sjöprocent på 3,4 procent. Bebyggelsen i området täcker en yta av 0,99 kvadratkilometer eller 3 procent av avrinningsområdet.